# Wilhelm Hemprich
Wilhelm Friedrich Hemprich est un naturaliste prussien, né le 24 juin 1796 dans la ville prussienne de Glatz et mort de paludisme, le 30 juin 1825, à Massawa, un port de l’Érythrée.

## Biographie
Il fait des études de médecine à Breslau et à Berlin où il devient ami de Christian Gottfried Ehrenberg (1795-1876), les deux hommes ayant une passion commune : l’histoire naturelle. Il doit interrompre ses études durant deux ans pour faire son service militaire qu’il passe en France. Il devient membre du Corps Borussia Breslau (de). Il obtient son doctorat en 1819 avec une thèse de physiologie comparative et fait paraître, l’année suivante, Grundiss der Naturgeschichte (Rudiments d’histoire naturelle) (1820). Il consacre son temps à l’étude des reptiles et des amphibiens au nouveau musée de zoologie de Berlin sous la direction d’Hinrich Lichtenstein (1780-1857).
En 1820, Hemprich et Ehrenberg participent comme naturalistes à une expédition archéologique en Égypte qu’organise Liechtenstein et qui est conduite par le général prussien von Minutoli. Les deux naturalistes sont soutenus par l’Académie des sciences de Berlin. En mars 1821, ils quittent les autres membres de l’expédition pour explorer la vallée du Nil jusqu’à Dongola, la capitale de Nubie. Ils étudient durant deux ans la faune et la flore de la région. Deux ans plus tard, Ehrenberg et Hemprich partent à El Sur, sur la côte de la mer Rouge, au sud-ouest de la péninsule du Sinaï. Ils visitent le Mont Sinaï. Ehrenberg est l’un des premiers naturalistes à étudier la faune marine de la mer Rouge. En 1824, ils visitent le Liban et font de Beyrouth au sommet du mont Jebel et séjourne à Bcharré. En août, ils reviennent en Égypte.
En novembre, les deux hommes partent à nouveau sur les côtes de la mer Rouge, ils visitent de nombreux ports dont Djeddah. Ils arrivent au port érythréen de Massawa avec l’intention de visiter les hautes terres de l’Abyssinie. Hemprich meurt à Massawa de fièvre. Ehrenberg l’enterre à l’île de Toalul. Ehrenberg revient en Europe et publie, en 1828, un rapport de leurs découvertes sous leurs deux noms et sous le titre de Symbolae Physicae. Les spécimens récoltés par eux sont déposés au musée de zoologie de Berlin (l'actuel musée d'histoire naturelle de Berlin) : cette collection compte 46 000 spécimens botaniques représentant 3 000 espèces et 34 000 spécimens d’animaux représentant de 4 000 espèces, dont de nombreuses nouvelles espèces. Parmi les espèces collectées, ils tuèrent deux oiseaux d’une espèce inconnue qu’ils appelèrent Ibis comatus (« ibis poilu »). En mémoire de son ami défunt, Ehrenberg décida de remplacer ce nom par Ibis hemprichi en 1832. Il publia les résultats de leur expédition dans Symbolae physicae et il partagea la paternité de l’article avec Hemprich. Cependant, la description s’avéra invalide, nomem nudus.
Le goéland de Hemprich (Larus hemprichii) lui a été dédié par Carl Friedrich Bruch (1789-1857) en 1853.

## Liste partielle des publications
- Symbolæ physicæ. Mittler, Berlin 1828–33 pm. (co: Christian Gottfried Ehrenberg)
- Reisen in Aegypten, Libyen, Nubien und Dongola. Mittler, Berlin 1828 pm.
- Grundriß der Naturgeschichte für höhere Lehranstalten. Rücker, Berlin 1820–29 pm.